# Chibi

Um exemplo de um desenho de um nekomimi de estilo chibi

Chibi (ちび ou 禿び (sendo este pouco usado), lit. baixinho), ou super deformation é um termo japonês utilizado no contexto de anime ou mangá para descrever um traço de desenho de personagem bastante estilizado, com cabeças pouco maiores que o tamanho dos corpos, geralmente para obter um efeito cômico ou mais sentimental. Um traço marcante dos chibi é que quase sempre não é desenhado o nariz, o traço da boca nem sempre é finalizado e os traços em geral são bem simplificados. Outras vezes, em vez de um corpo humano, o desenhista coloca a cabeça do personagem em um corpo ou com características de gato, cachorro ou algum outro bicho. Normalmente é confundido com o estilo Super deformed ou SD, onde o personagem tem a cabeça maior que o resto do corpo.

## Etimologia
O termo "chibi" deriva do japonês chibi kyara (ちびキャラ, 'personagem pequeno'), onde chibi (ちび) é uma palavra coloquial para pessoas e crianças muito baixas, derivada de chibiru (禿びる, 'desgastar'), e kyara (キャラ) é emprestado do "personagem" inglês.
"Super deformado" e "S.D." vem do japonês deforume (デフォルメ, 'distorção estilística'), ele próprio do francês déformer.